# Nant
Nant je naselje in občina v južnem francoskem departmaju Aveyron regije Jug-Pireneji. Leta 2006 je naselje imelo 907 prebivalcev.

## Geografija
Kraj leži v pokrajini Rouergue ob reki Dourbie znotraj regijskega naravnega parka Grands Causses, 33 km jugovzhodno od Millaua.

## Uprava
Nant je sedež istoimenskega kantona, v katerega so poleg njegove vključene še občine La Cavalerie, La Couvertoirade, L'Hospitalet-du-Larzac, Saint-Jean-du-Bruel in Sauclières s 3.254 prebivalci.
Kanton Nant je sestavni del okrožja Millau.